# Михайловская (Верховажский район)
Михайловская — деревня в Верховажском районе Вологодской области.
Входит в состав Морозовского сельского поселения, с точки зрения административно-территориального деления — в Морозовский сельсовет.
Расстояние по автодороге до районного центра Верховажья — 23,7 км, до центра муниципального образования Морозово — 0,5 км. Ближайшие населённые пункты — Олотинская, Мокиевская, Фоминская, Сбоевская, Силинская-1, Морозово, Машковская, Мининская, Евсюнинская.
По переписи 2002 года население — 23 человека (13 мужчин, 10 женщин). Всё население — русские.